# Bojan Čečarić
Bojan Čečarić (in serbo Бојан Чечарић?; Nova Pazova, 10 ottobre 1993) è un calciatore serbo, attaccante svincolato.

## Carriera

### Club
L'8 gennaio 2019 viene acquistato a titolo definitivo per 150.000 euro dalla squadra polacca del KS Cracovia.